# Torta de Azeitão

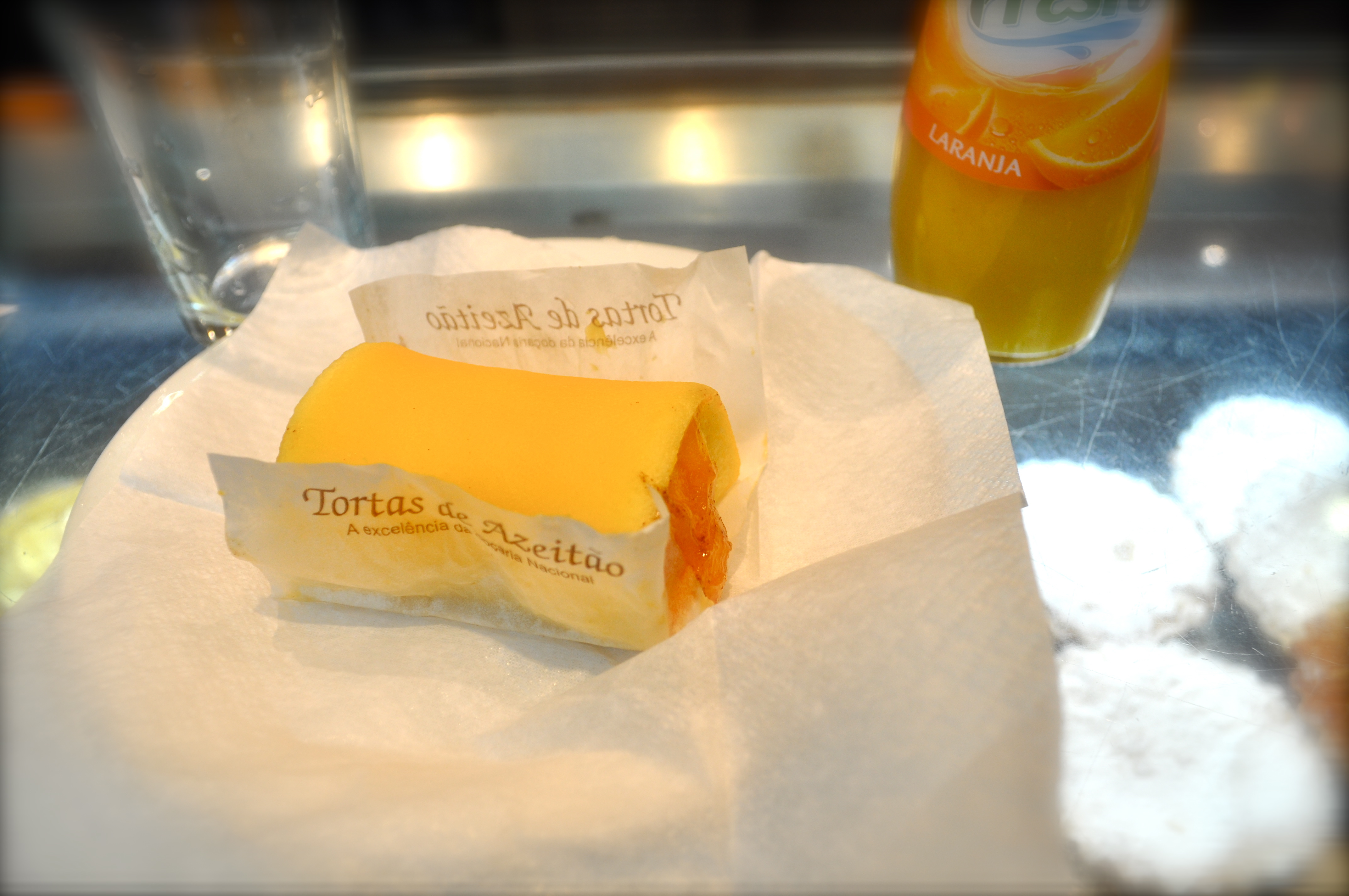
Tortas de Azeitão

A torta de Azeitão é um doce tradicional de Azeitão, uma região do concelho de Setúbal. Feitas à base de ovo, as tortas de Azeitão são um dos ícones representativos desta região. Com um leve sabor a limão e canela são um exemplo da doçaria tradicional portuguesa. A torta de Azeitão é feita com ovos moles, gema de ovo, açúcar e água.